# Santa María Pápalo
Santa María Pápalo är en kommun i Mexiko.   Den ligger i delstaten Oaxaca, i den sydöstra delen av landet, 300 km sydost om huvudstaden Mexico City.
Följande samhällen finns i Santa María Pápalo:
- Teponapa